# Vincent Grier
Vincent Sheldon Grier jr. (Charlotte, 14 marzo 1983) è un ex cestista statunitense, professionista nella NBDL, in Francia e in Turchia.